# Jim Furyk
Jim Furyk, född 12 maj 1970 i West Chester, Pennsylvania, USA, är en amerikansk golfspelare som spelar på PGA Touren. Furyk vann 2010 The Tour Championship och blev säsongens vinnare av FedEx Cup. Furyk är även en majorsegrare; han vann 2003 års upplaga av US Open på Olympia Fields Country Club. Furyk innehar även det lägsta resultatet i PGA-Tourens historia, då han gick de sista 18 hålen på 58 slag under fjärde golfrundan av Travelers Championship 2016.
Efter att Furyk vann Canadian Open 2006 blev han rankad som världstvåa enligt den officiella världsrankingen.

## Biografi
Furyk är född i West Chester, Pennsylvania. Hans far Mike var assisterande klubb-pro på Edgmont Country Club och är den enda svingtränare Jim har haft.
Furyk spelade golf vid University of Arizona i Tucson. Furyk nådde framgångar på college och blev All-American två gånger, samt ledde collegelaget till NCAA-seger 1992. Furyk blev senare invald till University of Arizona Sports Hall of Fame 1997.

### Professionell karriär
Furyk blev professionell 1992 och vann året därpå Mississippi Gulf Coast Classic på Nike Tour, vilket var hans första seger som proffs.
Han blev medlem på PGA Tour 1994, efter att ha kvalificerat sig genom qualifying school, och vann minst en tävling per år på PGA-touren mellan 1998 och 2003. Han hade under den tiden den näst bästa segersviten efter Tiger Woods. Hans största ögonblick i karriären kom den 16 juni 2003 då han tangerade rekordet för lägsta score över 72 hål i US Open och därmed vann sin första major.

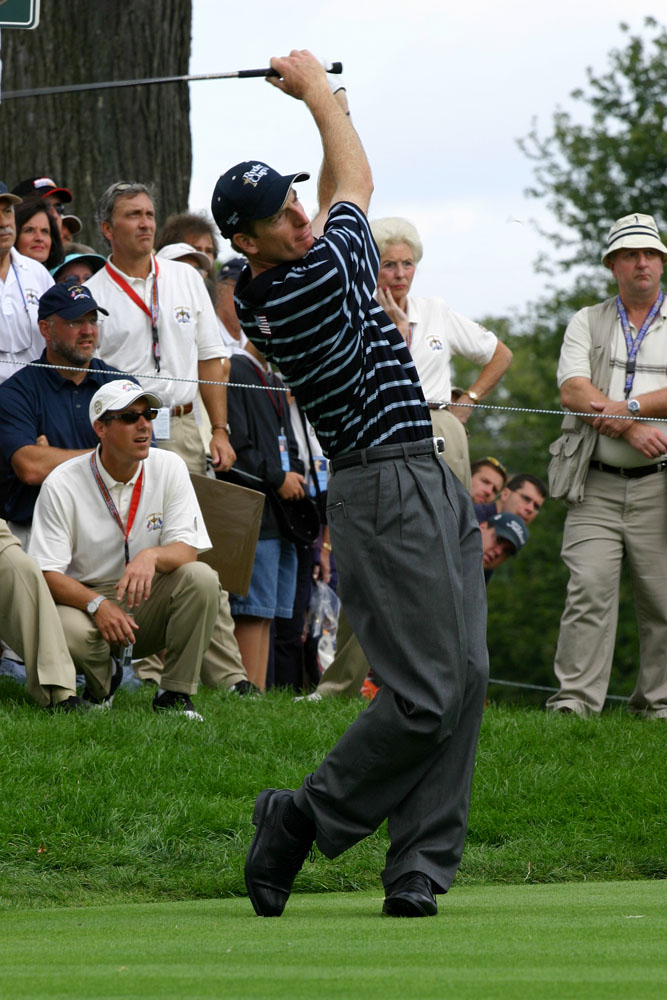
Furyk 2004.

Efter en skadad handled under säsongen 2004, som gjorde att han bara spelade 14 tävlingar, återkom Furyk i god form under 2005 och vann Western Open. Under 2006 vann Furyk två PGA Tourtävlingar, Wachovia Championship och Canadian Open. Han slutade säsongen på en andra plats på PGA-Tourens penningliga samt vinnare av Vardon Trophy. Furyk slutade säsongen med 13 stycken top 10-placeringar, varav nio av dessa var top 3-placeringar. Furyk försvarade säsongen därpå sin titel i Canadian Open.
I Ryder Cup 2008 sänkte han den avgörande putten som säkrade segern för USA:s lag.
Efter två säsonger utan någon seger vann Furyk tre tävlingar under 2010: Transitions Championship, Verizon Heritage och säsongens sista tävling The Tour Championship. I och med segern i The Tour Championship vann Furyk även FedEx Cup. Furyk blev även utnämnd som PGA Player of the Year och PGA Tour Player of the Year.
Furyk har sedan 2010 vunnit en tävling: RBC Heritage 2015, men har varit nära seger ett flertal gånger. Under US Open 2012 på Olympic Club ledde Furyk mästerskapet efter 54 hål, och var även ledare långt in på det sista varvet. Han slutade tävlingen på delad fjärdeplats, två slag efter vinnaren Webb Simpson. Två månader senare ledde återigen Furyk tävlingen WGC-Bridgestone Invitational efter 54 hål, men efter en dubbelbogey på det 72:a hålet förlorade han till vinnaren Keegan Bradley.
Furyk ledde PGA Championship 2013 på Oak Hill Country Club efter 54 hål. Denna ledning försvann dock under de första nio hålen under det sista tävlingsvarvet, och Furyk förlorade slutligen med två slag mot vinnaren Jason Dufner.
Den 13 september 2013 blev Furyk den sjätte spelaren i PGA-Tourens historia att spela ett tävlingsvarv på 59 slag, vilket han gjorde under det andra varvet av BMW Championship.
I juli 2014 ledde Furyk tävlingen Canadian Open efter 54 hål, med tre slag över Tim Clark. Clark gjorde dock fem birdies på åtta av de sista nio hålen för att vinna med ett slag över Furyk. I februari 2015 ledde Furyk efter 54 hål i tävlingen AT&T Pebble Beach National Pro-Am, men efter 74 slag under sista tävlingsvarvet slutade han sex slag bakom vinnaren Brandt Snedeker. Detta var den nionde gången Furyk antingen var i ensam eller delad ledning efter 54 hål i en PGA Tourtävling sedan 2010 utan att ha lyckats vinna. I april 2015 vann Furyk sin första tävling sedan 2010, genom att besegra Kevin Kisner i särspel med birdie på det andra särspelshålet i RBC Heritage. Segern var Furyks 17:e på PGA Touren.
I augusti 2016, under det sista varvet av Travelers Championship på TPC at River Highlands (par 70), blev Furyk den första spelaren i PGA-Tourens historia att spela 18 hål på 58 slag. Han blev i och med det även den första PGA Tourspelaren att notera två tävlingsronder under 60 slag.
Sedan 1999 har Furyk haft Mike "Fluff" Cowan som caddie, som innan dess var caddie åt Tiger Woods.

## Meriter

### Segrar på PGA Tour
| No. | Datum        | Tävling                       | Resultat           | Mot par | Segermarginal | Runner(s)-up                                          |
| --- | ------------ | ----------------------------- | ------------------ | ------- | ------------- | ----------------------------------------------------- |
| 1   | Okt 15, 1995 | Las Vegas Invitational        | 67-65-65-67-67=331 | −28     | 1 slag        | Billy Mayfair                                         |
| 2   | Feb 18, 1996 | United Airlines Hawaiian Open | 68-71-69-69=277    | −11     | Särspel       | Brad Faxon                                            |
| 3   | Okt 18, 1998 | Las Vegas Invitational (2)    | 67-68-69-63-68=335 | −25     | 1 slag        | Mark Calcavecchia                                     |
| 4   | Okt 17, 1999 | Las Vegas Invitational (3)    | 67-64-63-71-66=331 | −29     | 1 slag        | Jonathan Kaye                                         |
| 5   | Mar 6, 2000  | Doral-Ryder Open              | 65-67-68-65=265    | −23     | 2 slag        | Franklin Langham                                      |
| 6   | Jan 14, 2001 | Mercedes Championships        | 69-69-69-67=274    | −18     | 1 slag        | Rory Sabbatini                                        |
| 7   | Maj 26, 2002 | Memorial Tournament           | 71-70-68-65=274    | −14     | 2 slag        | John Cook, David Peoples                              |
| 8   | Jun 15, 2003 | U.S. Open                     | 67-66-67-72=272    | −8      | 3 slag        | Stephen Leaney                                        |
| 9   | Aug 3, 2003  | Buick Open                    | 68-66-65-68=267    | −21     | 2 slag        | Briny Baird, Chris DiMarco, Geoff Ogilvy, Tiger Woods |
| 10  | Jul 3, 2005  | Cialis Western Open           | 64-70-67-69=270    | −14     | 2 slag        | Tiger Woods                                           |
| 11  | Maj 7, 2006  | Wachovia Championship         | 68-69-68-71=276    | −12     | Särspel       | Trevor Immelman                                       |
| 12  | Sep 10, 2006 | Canadian Open                 | 63-71-67-65=266    | −14     | 1 slag        | Bart Bryant                                           |
| 13  | Jul 29, 2007 | Canadian Open (2)             | 69-66-69-64=268    | −16     | 1 slag        | Vijay Singh                                           |
| 14  | Mar 21, 2010 | Transitions Championship      | 67-68-67-69=271    | −13     | 1 slag        | K. J. Choi                                            |
| 15  | Apr 18, 2010 | Verizon Heritage              | 67-68-67-69=271    | −13     | Särspel       | Brian Davis                                           |
| 16  | Sep 26, 2010 | The Tour Championship         | 67-65-70-70=272    | −8      | 1 slag        | Luke Donald                                           |
| 17  | Apr 19, 2015 | RBC Heritage (2)              | 71-64-68-63=266    | −18     | Särspel       | Kevin Kisner                                          |

### Segrar på Nike Tour
- 1993 Nike Mississippi Gulf Coast Classic

### Majorsegrar
| År   | Mästerskap | Efter 54 hål    | Resultat        | Mot par | Segermarginal | Runner-up      | Golfbana                    |
| ---- | ---------- | --------------- | --------------- | ------- | ------------- | -------------- | --------------------------- |
| 2003 | U.S. Open  | 3 slags ledning | 67-66-67-72=272 | -8      | 3 slag        | Stephen Leaney | Olympia Fields Country Club |

## Lagtävlingar
Professionell
- Ryder Cup: 1997, 1999, 2002, 2004, 2006, 2008, 2010, 2012, 2014
- Presidents Cup: 1998, 2000, 2003, 2005, 2007, 2009, 2011
- World Cup: 2003
- Wendy's 3-Tour Challenge (representerade PGA Tour): 2002